# Меді Раль
Меді Раль (нім. Mady Rahl, справжнє ім'я Едіт Ґертруда Мета Рашке, нім. Edith Gertrud Meta Raschke; 3 січня 1915 — 29 серпня 2009) — німецька актриса.

## Біографія
Едіт Ґертруда Мета Рашке народилася в берлінському районі Нойкельн і з дитинства мріяла стати актрисою і танцівницею. У 1935 році відбувся її акторський дебют на театральній сцені Лейпцигу під керівництвом Дугласа Сірка, а через рік дебютувала в кіно.
Після виходу на екрани циркової драми «Трукс» в 1937 році Раль стала відома широкій аудиторії. За роки своєї кар'єри вона з'явилася більш ніж в 90 фільмах, багато з яких були зняті на знаменитій кіностудії «UFA». У більш пізні роки свого життя вона працювала на телебаченні, а також грала в театрі.
Останні роки свого життя актриса провела в будинку для літніх людей в Мюнхені, майже сліпа і слабоумна. Там вона і померла в серпні 2009 року в віці 94 років.

## Примітка
1. 1 2  Deutsche Nationalbibliothek Record #131857142 // Gemeinsame Normdatei — 2012—2016.
2. ↑  Find a Grave — 1996.
3. ↑  http://www.focus.de/kultur/kino_tv/ufa-star-mady-rahl-gestorben_aid_430933.html